# Sportjahr 1933
Liste der Sportjahre

◄◄ | ◄ | 1929 | 1930 | 1931 | 1932 | Sportjahr 1933 | 1934 | 1935 | 1936 | 1937 | ► | ►►

Weitere Ereignisse

## Ereignisse

### Alpinismus

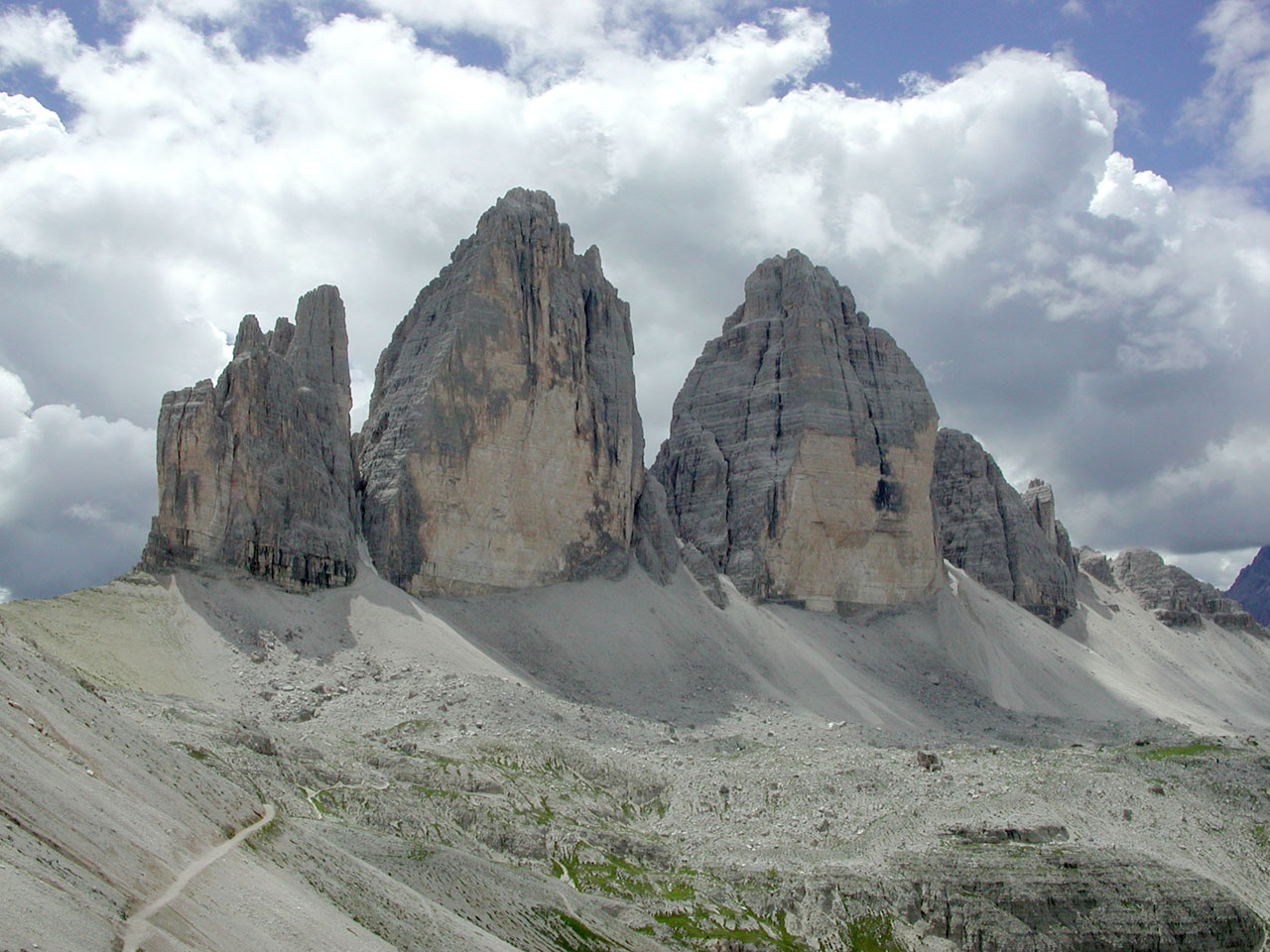
Blick auf die Nordwände der Drei Zinnen

- 14. August: Emilio Comici und den Brüdern Angelo und Giuseppe Dimai gelingt als ersten die Durchsteigung der Nordwand der Großen Zinne in den Sextener Dolomiten.
- 3. September: Als einzigem von sechs Expeditionsteilnehmern gelingt Jewgeni Michailowitsch Abalakow die Erstbesteigung des Pik Stalin, des im Pamir gelegenen höchsten Berges der Sowjetunion. Expeditionsleiter Nikolai Gorbunow muss kurz vor dem Gipfel aufgeben.

### Badminton
Höhepunkte des Badmintonjahres 1933 waren die All England, die Irish Open und die Scottish Open.

#### Internationale Veranstaltungen
| Veranstaltung | Herreneinzel        | Dameneinzel     | Herrendoppel                    | Damendoppel                    | Mixed                       |
| ------------- | ------------------- | --------------- | ------------------------------- | ------------------------------ | --------------------------- |
| All England   | Raymond M. White    | Alice Woodroffe | Donald C. Hume Raymond M. White | Marjorie Bell Thelma Kingsbury | Donald C. Hume Betty Uber   |
| Irish Open    | Willoughby Hamilton | Olive Wilson    | Thomas Boyle James Rankin       | Marian Horsley Olive Wilson    | James Rankin Mavis Hamilton |
| Scottish Open | Donald C. Hume      | Alice Woodroffe | Thomas Boyle James Rankin       | Marian Horsley Brenda Speaight | Donald C. Hume Betty Uber   |

### Boxen

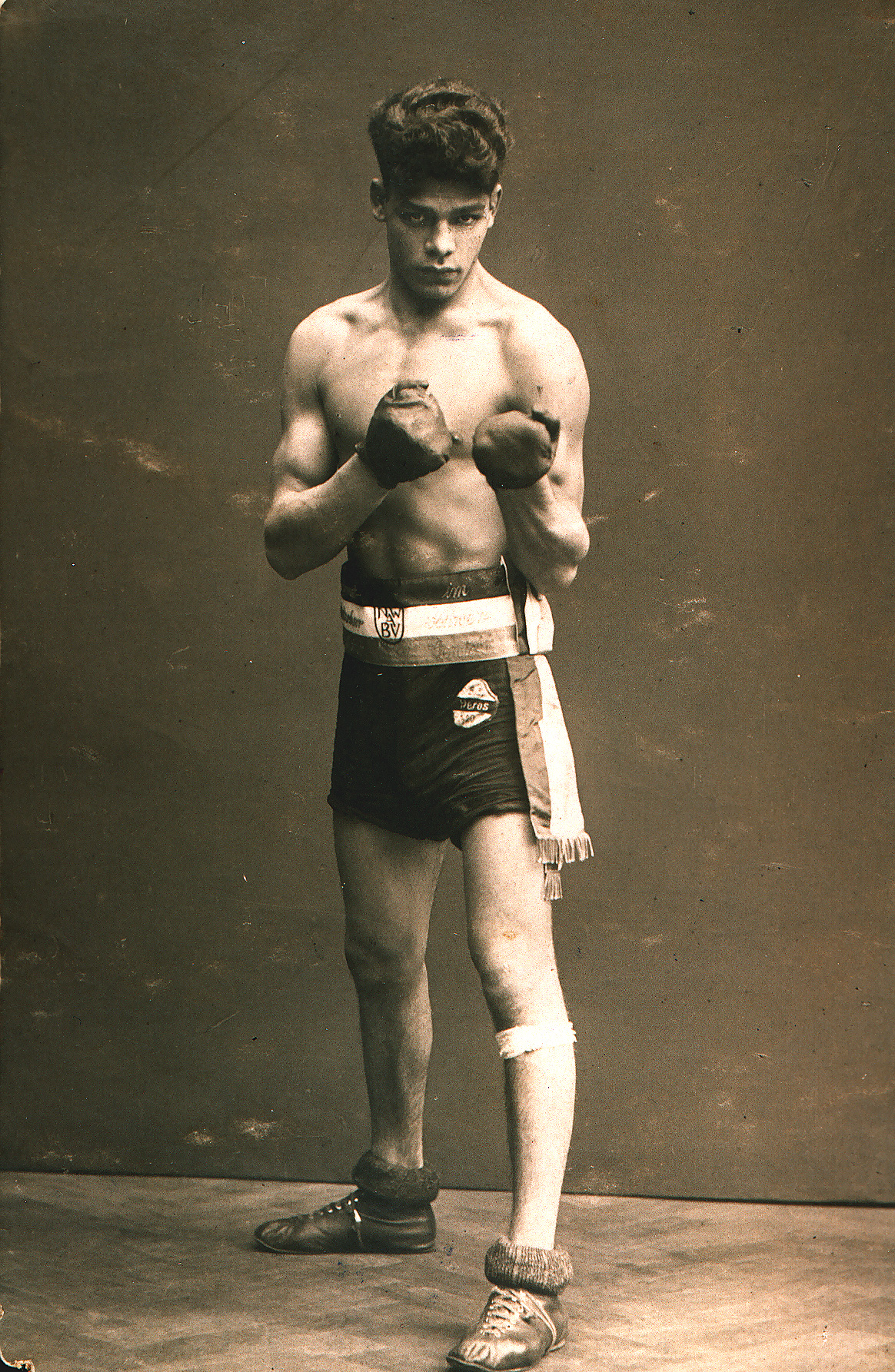
Johann Rukeli Trollmann 1928

Am 28. Februar gewinnt Erich Seelig im Theater Flora in Hamburg den Boxkampf im Halbschwergewicht gegen den sechs Kilo schwereren Helmut Hartkopp. Als er im März seinen Titel verteidigen soll, wird er wegen seiner jüdischen Abstammung von der SA bedroht und ihm schließlich vom Verband Deutscher Faustkämpfer die Teilnahmeberechtigung abgesprochen. Der Titel ist in der Folge „vakant“. Am 9. Juni gewinnt Johann Wilhelm Trollmann gegen Adolf Witt den Titel gegen den Willen des Verbandes, weil er das Publikum auf seiner Seite hat. Acht Tage später wird dem Sinto der Titel wegen „armseligen Verhaltens“ wieder aberkannt. Im Juli kämpft Trollmann seinen letzten Kampf gegen Gustav Eder. Er kommt mit blondgefärbten Haaren, seine Haut mit weißem Puder bedeckt, als Karikatur eines „arischen“ Boxers in den Ring. Da ihm Auflagen gemacht wurden, die ihm seinen eigenen Kampfstil unmöglich machen, verliert er nach fünf Runden praktisch ohne zu kämpfen durch K. o.

### Fußball

#### Internationale Fußballveranstaltungen
- 2. April: Mit dem Spiel Schweiz gegen Italien wird der Europapokal der Fußball-Nationalmannschaften 1933 bis 1935 eröffnet.
- 11. Juni: Rumänien gewinnt den Balkan-Cup 1933 mit einem Sieg über Jugoslawien.
- 8. September: Der FK Austria Wien gewinnt im Praterstadion mit einem 3:1 über Inter Mailand den Mitropapokal 1933, nachdem das Hinspiel am 3. September in Mailand mit 1:2 verloren gegangen ist.
- Fußball-Weltmeisterschaft 1934/Qualifikation

#### Nationale Fußballmeisterschaften
- 11. Juni: Deutsche Fußballmeisterschaft 1932/33: Fortuna Düsseldorf wird durch einen 3:0-Finalsieg über den FC Schalke 04 Deutscher Fußballmeister.
- 2. Juli: Schweizer Fussballmeisterschaft 1932/33: Mit einem Sieg im Finalspiel über den Grasshopper Club Zürich wird Servette Genf Schweizer Meister.
- Österreichische Fußballmeisterschaft 1932/33: Der First Vienna FC 1894 wird zum zweiten Mal österreichischer Fußballmeister.

#### Vereinsgründungen
- 13. September: Der SV Austria Salzburg wird durch Fusion des Arbeitervereins FC Rapid Salzburg mit dem bürgerlichen Verein FC Hertha Salzburg gegründet.

### Leichtathletik

#### Weltrekorde

##### Sprint
- 13. August: Tollien Schuurman, Niederlande, läuft die 200 Meter der Damen 24,6 s.

##### Mittelstreckenlauf
- 17. Mai: Luigi Beccali, Italien, läuft die 1500 Meter der Herren in 3:49,0 min.
- 9. September: Luigi Beccali, Italien, läuft die 1500 Meter der Herren in 3:49,2 min.
- 17. Juli: Glenn Cunningham, USA, läuft die 800 Meter der Herren in 1:50,9 min.
- 17. Juli: Charles Hornbostel, USA, läuft die 800 Meter der Herren in 1:50,9 min.

##### Hürdenlauf
- 28. Mai: Volmari Iso-Hollo, Finnland, läuft den 3000-Meter-Hindernislauf der Herren in 9:09,4 min.
- 8. Juni: John Morriss, USA, läuft die 110 Meter Hürden der Herren in 14,4 s.

##### Gehen
- 12. September: Václav Balšán, Tschechoslowakei, absolviert das 20.000-Meter-Gehen der Herren in 1:34:15 h.

##### Wurfdisziplinen
- 7. Juni: Matti Järvinen, Finnland, erreicht im Speerwurf der Herren 76,66 m.
- 3. Juli: Jadwiga Wajs, Polen, erreicht im Diskuswurf der Damen 42,56 m.
- 7. Juli: Matti Järvinen, Finnland, erreicht im Speerwurf der Herren 74,61 m.
- 25. Juli: Matti Järvinen, Finnland, erreicht im Speerwurf der Herren 74,28 m.
- 15. August: Jadwiga Wajs, Polen, erreicht im Diskuswurf der Damen 43,08 m.

##### Sprungdisziplinen
- 13. Juni: Walter Marty, USA, erreicht im Hochsprung der Herren 2,04 m.

### Motorsport

#### Automobilsport

##### Grand-Prix-Saison 1933
- Eine Europameisterschaft wurde 1933 nicht ausgetragen.
- Beim Gran Premio di Monza sterben mit Giuseppe Campari, Baconin Borzacchini und Stanisław Czaykowski gleich drei Piloten in einem Rennen.

#### Motorradsport

##### Motorrad-Europameisterschaft
- Bei der im schwedischen Saxtorp ausgetragenen Motorrad-Europameisterschaft gewinnt der Brite Charlie Dodson auf New Imperial vor dem Einheimischen Rolf Gülich (Moto Guzzi) und seinem Landsmann Leo Davenport (Excelsior) den Titel in der 250-cm³-Klasse.
- Bei den 350ern siegt der britische Norton-Werksfahrer Jimmie Simpson vor seinem Teamkollegen und Landsmann Jimmie Guthrie und dem Schweden Rudolf Jönsson (Husqvarna).
- In der Halbliterklasse siegt der Einheimische Gunnar Kalén auf Husqvarna vor dem Belgier Pol Demeuter (FN) und dem Schweden Yngve Ericsson (ebenfalls Husqvarna).

##### Deutsche Motorrad-Straßenmeisterschaft
- Deutsche Meister werden Arthur Geiss (DKW, 250 cm³), Hans Richnow (Rudge, 350 cm³), Otto Ley (Norton, 500 cm³), Paul Rüttchen (NSU, über 500 cm³), Ernst Loof / unbekannt (Imperia-Python, Gespanne 350 cm³), Hans Schumann / unbekannt (NSU, Gespanne 600 cm³) und Paul Weyres / ohne Passagier (Harley-Davidson, Gespanne 1000 cm³).

### Radsport
- 6. Mai bis 28. Mai: Der Italiener Alfredo Binda gewinnt den Giro d’Italia 1933, die Mannschaftswertung gewann das Team Legnano.

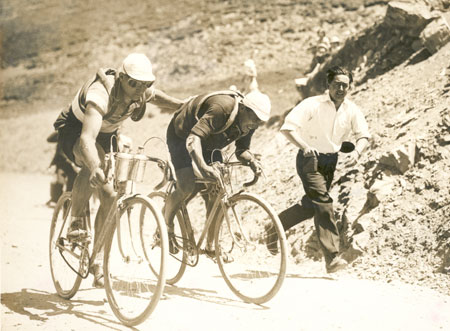
Speicher (l.) mit André Leducq bei der Tour de France 1933

- 27. Juni bis 23. Juli: Der Franzose Georges Speicher gewinnt die Tour de France 1933 vor den Italienern Learco Guerra und Giuseppe Martano. Frankreich gewinnt außerdem die Teamwertung.

### Rudern
- Cambridge besiegt Oxford im Boat Race.

### Tischtennis
- 31. Januar bis 5. Februar: Tischtennisweltmeisterschaft 1933 im Kurort Baden (Österreich)

### Wintersport
- 1. Februar: Bei der Bob-Weltmeisterschaft 1933 wird nur eine Veranstaltung durchgeführt, der Zweierbob der Männer.
- 6. bis 10. Februar: Alpine Skiweltmeisterschaften 1933
- 8. bis 12. Februar: Bei der Nordischen Skiweltmeisterschaft 1933 findet erstmals ein Staffelrennen statt.
- 11./12. Februar: Eiskunstlauf-Weltmeisterschaften 1933 der Damen und Paare
- 18./19. Februar: Eiskunstlauf-Weltmeisterschaften 1933 der Herren
- 18. bis 26. Februar: Eishockey-Weltmeisterschaft 1933
- Eiskunstlauf-Europameisterschaften 1933

### Sonstiges
- 27. November: Im nationalsozialistischen Deutschland wird als Unterorganisation der Deutschen Arbeitsfront (DAF) die Organisation Kraft durch Freude gegründet. Sie hat das Ziel, den „Totalitätsanspruch“ des NS-Regimes mit der „Bildung einer wirklichen Volks- und Leistungsgemeinschaft aller Deutschen“ zu erfüllen.

## Geboren

### Januar
- 07. Januar: Eberhard Mahle, deutscher Automobilrennfahrer († 2021)
- 18. Januar: Jean Vuarnet, französischer Skirennläufer († 2017)
- 20. Januar: Don Thompson, britischer Leichtathlet und Olympiasieger († 2006)
- 21. Januar: Lauro Toneatto, italienischer Fußballspieler und -trainer († 2010)
- 24. Januar: Bob Beattie, US-amerikanischer Alpinskitrainer und Sportkommentator († 2018)
- 24. Januar: Erwin Waldner, deutscher Fußballspieler († 2015)

### Februar
- 05. Februar: Miloš Milutinović, jugoslawischer Fußballspieler und -trainer († 2003)
- 18. Februar: Bobby Robson, britischer Fußballspieler und -trainer († 2009)
- 20. Februar: Humberto Maschio, argentinisch-italienischer Fußballspieler († 2024)
- 22. Februar: Faith Thomas, australische Cricket- und Hockeyspielerin († 2023)
- 26. Februar: Irina Begljakowa, sowjetische Diskuswerferin († 2018)
- 27. Februar: Raymond Berry, US-amerikanischer American-Football-Spieler und -Trainer

### März
- 01. März: Alan Ameche, US-amerikanischer American-Football-Spieler († 1988)
- 02. März: Nobuyoshi Tamura, japanischer Aikidō-Großmeister († 2010)
- 03. März: Gerhard Mayer-Vorfelder, deutscher Sportfunktionär und Politiker († 2015)
- 04. März: Heinrich Stebener, deutscher Turner († 1976)
- 04. März: Nino Vaccarella, italienischer Automobilrennfahrer († 2021)
- 17. März: Heather Armitage, britische Leichtathletin
- 17. März: Pentti Linnosvuo, finnischer Sportschütze († 2010)
- 19. März: William Kimberly, US-amerikanischer Automobilrennfahrer († 2017)
- 20. März: Azeglio Vicini, italienischer Fußballtrainer († 2018)
- 21. März: Addi Furler, deutscher Sportjournalist († 2000)
- 22. März: Michel Hidalgo, französischer Fußballspieler und -trainer († 2020)
- 23. März: John Taylor, britischer Automobilrennfahrer († 1966)
- 27. März: Gino Pivatelli, italienischer Fußballspieler und -trainer
- 30. März: Bill Bradley, britischer Radrennfahrer († 1997)

### April
- 01. April: Robert Schawlakadse, sowjetisch-georgischer Leichtathlet und Olympiasieger († 2020)
- 14. April: Rosalind Rowe, englische Tischtennisspielerin († 2015)
- 14. April: Diane Schöler, britisch-deutsche Tischtennisspielerin († 2023)
- 16. April: Wera Krepkina, russische Weitspringerin und Olympiasiegerin 1960 († 2023)
- 23. April: Walentin Bubukin, sowjetischer Fußballspieler († 2008)
- 24. April: William Garrett, US-amerikanischer Automobilrennfahrer († 1999)
- 27. April: Bob Bondurant, US-amerikanischer Automobilrennfahrer († 2021)
- 28. April: Helmut Sprunk, deutscher Ruderer

### Mai
- 05. Mai: Tan Howe Liang, singapurischer Gewichtheber († 2024)
- 10. Mai: Harold Davis, schottischer Fußballspieler und -trainer († 2018)
- 17. Mai: Jelena Gortschakowa, sowjetische Speerwerferin († 2002)
- 18. Mai: Wiktor Buschujew, sowjetischer Gewichtheber und Olympiasieger 1960 († 2003)
- 19. Mai: Rosemary Payne, britische Diskuswerferin
- 21. Mai: Alexander Berkutow, sowjetischer Ruderer († 2012)
- 21. Mai: Fernand Tavano, französischer Automobilrennfahrer († 1984)
- 23. Mai: Ove Fundin, schwedischer Speedwayfahrer
- 23. Mai: Sergio Gonella, italienischer Fußballschiedsrichter († 2018)
- 26. Mai: Jean Graczyk, französischer Radsportler († 2004)
- 26. Mai: Walter Reichert, deutscher Motorradrennfahrer († 1999)
- 29. Mai: Tarquinio Provini, italienischer Motorradrennfahrer († 2005)

### Juni
- 07. Juni: Lamine Diack, senegalesischer Sportfunktionär, Präsident der IAAF († 2021)
- 15. Juni: Mark Jones, englischer Fußballspieler († 1958)
- 17. Juni: Maurice Stokes, US-amerikanischer Basketballspieler († 1970)
- 20. Juni: Danny Aiello, US-amerikanischer Schauspieler († 2019)
- 20. Juni: Jean Boiteux, französischer Schwimmer († 2010)
- 21. Juni: John Cannon, kanadischer Automobilrennfahrer († 1999)
- 22. Juni: Evaristo de Macedo, brasilianischer Fußballspieler und -trainer
- 23. Juni: Claus Heß, deutscher Ruderer und Sportfunktionär († 2018)
- 23. Juni: Hans-Joachim Scheel, deutscher Motorradrennfahrer und Arzt († 2015)
- 24. Juni: Sam Jones, US-amerikanischer Basketballspieler, nach Titeln gerechnet der zweiterfolgreichste NBA-Spieler aller Zeiten († 2021)
- 26. Juni: Renato Pirocchi, italienischer Automobilrennfahrer († 2002)

### Juli
- 07. Juli: Gerhard Franke, deutscher Fußballspieler († 1997)
- 07. Juli: Murray Halberg, neuseeländischer Leichtathlet († 2022)
- 07. Juli: Toon Brusselers, niederländischer Fußballspieler († 2005)
- 27. Juli: Marlene Ahrens, chilenische Leichtathletin und Olympionikin († 2020)
- 27. Juli: Chris Lawrence, britischer Automobilrennfahrer und Rennwagenkonstrukteur († 2011)

### August
- 04. August: Lothar Knörzer, deutscher Leichtathlet
- 06. August: Ulrich Biesinger, deutscher Fußballspieler († 2011)
- 17. August: Tom Courtney, US-amerikanischer Mittelstreckenläufer und Olympiasieger († 2023)
- 18. August: Just Fontaine, französischer Fußballspieler († 2023)
- 29. August: Alan Stacey, englischer Automobilrennfahrer († 1960)
- 30. August: Don Getty, kanadischer Politiker und Footballspieler († 2016)

### September
- 11. September: Nicola Pietrangeli, italienischer Tennisspieler
- 18. September: Scotty Bowman, kanadischer Eishockeytrainer
- 18. September: Hiroshi Suzuki, japanischer Schwimmer
- 20. September: Máté Fenyvesi, ungarischer Fußballspieler († 2022)
- 25. September: Hubie Brown, US-amerikanischer Basketballtrainer

### Oktober
- 01. Oktober: Geoff Lees, englischer Fußballspieler († 2019)
- 02. Oktober: Giuliano Sarti, italienischer Fußballspieler († 2017)
- 03. Oktober: Neale Fraser, australischer Tennisspieler († 2024)
- 05. Oktober: Juri Baulin, russischer Eishockeyspieler (Verteidiger) und -trainer († 2006)
- 07. Oktober: Walentin Boreiko, sowjetischer Ruderer und Rudertrainer († 2012)
- 07. Oktober: Gilbert Chapron, französischer Boxer († 2016)
- 10. Oktober: Leonid Bartenjew, sowjetischer Leichtathlet († 2021)
- 12. Oktober: Titus Buberník, tschechoslowakischer Fußballspieler († 2022)
- 14. Oktober: Wilfried Dietrich, deutscher Ringer († 1992)
- 18. Oktober: Ludovico Scarfiotti, italienischer Automobilrennfahrer († 1968)
- 21. Oktober: Francisco Gento, spanischer Fußballspieler († 2022)
- 24. Oktober: Evi Lanig, deutsche Skirennläuferin
- 25. Oktober: Wiktor Kapitonow, russischer Radsportler († 2005)
- 26. Oktober: Crescencio Gutiérrez, mexikanischer Fußballspieler († 2025)
- 28. Oktober: Garrincha, brasilianischer Fußballer († 1983)

### November
- 03. November: Mildred McDaniel, US-amerikanische Hochspringerin und Olympiasiegerin († 2004)
- 08. November: Peter Arundell, britischer Automobilrennfahrer († 2009)
- 09. November: Egil Danielsen, norwegischer Speerwerfer († 2019)
- 11. November: Keiko Ikeda, japanische Kunstturnerin († 2023)
- 11. November: Frans Schoubben, belgischer Radrennfahrer († 1997)
- 25. November: Lenny Moore, US-amerikanischer American-Football-Spieler
- 25. November: Augie Pabst, US-amerikanischer Automobilrennfahrer († 2024)
- 25. November: Jean Vinatier, französischer Automobilrennfahrer
- 25. November: Erich Zakowski, Gründer und Leiter des Rennteams Zakspeed († 2023)
- 26. November: Ella Zeller-Constantinescu, rumänische Tischtennisspielerin und -funktionärin († 2025)
- 29. November: Horst Assmy, deutscher Fußballspieler († 1972)

### Dezember
- 02. Dezember: Mike Larrabee, US-amerikanischer Sprinter und Olympiasieger († 2003)
- 08. Dezember: Paul Ewe, deutscher Fußballspieler († 2021)
- 10. Dezember: Larry Morris, US-amerikanischer American-Football-Spieler († 2012)
- 12. Dezember: Christa Stubnick, deutsche Leichtathletin und Olympionikin († 2021)
- 20. Dezember: Olavi Salonen, finnischer Leichtathlet († 2025)
- 20. Dezember: Rik Van Looy, belgischer Radrennfahrer († 2024)

### Genaues Geburtsdatum unbekannt
- Helmut Hallmeier, deutscher Motorradrennfahrer († 1976)
- Ralph Rensen, britischer Motorradrennfahrer († 1961)

## Gestorben

### Januar
- 02. Januar: Robert Gufflet, französischer Segler (* 1883)
- 15. Januar: Gertrude Eisenmann, deutsch-britische Reiterin, Rad- und Motorsportlerin (* 1875)
- 28. Januar: Axel Hornemann Hansen, dänischer Radrennfahrer (* 1899)

### Februar
- 05. Februar: Joseph Roffo, französischer Rugbyspieler (* 1879)

### März
- 30. März: John Eisele, US-amerikanischer Langstreckenläufer (* 1884)

### April
- 02. April: Gaétan de Knyff, belgischer Automobilrennfahrer (* 1871)
- 04. April: George Calnan, US-amerikanischer Fechter (* 1900)
- 12. April: August Rodenberg, US-amerikanischer Tauzieher (* 1873)
- 15. April: George Saling, US-amerikanischer Leichtathlet (* 1909)
- 25. April: William Ellicott, britischer Sportschütze (* 1856)

### Mai
- 09. Mai: John Arthur Jarvis, britischer Schwimmer (* 1972)
- 14. Mai: Juozas Žebrauskas, litauischer Fußballspieler (* 1904)
- 18. Mai: Otto Merz, deutscher Automobilrennfahrer (* 1889)
- 21. Mai: Guy Bouriat, französischer Automobilrennfahrer (* 1902)
- 27. Mai: Achille Paroche, französischer Sportschütze (* 1868)
- 31. Mai: Waldemar Björkstén, finnischer Segler (* 1873)

### Juni
- 02. Juni: Frank Jarvis, US-amerikanischer Leichtathlet (* 1878)
- 04. Juni: John Carpenter, US-amerikanischer Sprinter (* 1884)
- 14. Juni: Justinien de Clary, französischer Sportschütze (* 1860)
- 14. Juni: Frank Longman, britischer Motorradrennfahrer (* 1893/94)
- 22. Juni: Tim Birkin, britischer Automobilrennfahrer (* 1896)
- 23. Juni: Albert Champoudry, französischer Mittel- und Langstreckenläufer (* 1880)
- 23. Juni: Frands Faber, dänischer Hockeyspieler (* 1897)
- 25. Juni: Jean Cugnot, französischer Bahnradsportler (* 1899)
- 27. Juni: John Aspin, britischer Segler (* 1872)

### Juli
- 07. Juli: Clarence von Rosen, schwedischer Reiter (* 1903)
- 18. Juli: Franz Sedlacek, österreichischer Fußballspieler und -trainer (* 1892)
- 25. Juli: Arthur Muggridge, britischer Leichtathlet (* 1904)
- 26. Juli: Emil Magnusson, schwedischer Diskuswerfer (* 1887)

### August
- 17. August: Eric Walter Powell, englischer Ruderer (* 1886)
- 22. August: Ruth Litzig, deutsche Langstreckenschwimmerin (* 1914)
- 27. August: Julien Van Campenhout, belgischer Langstreckenläufer (* 1899)
- 27. August: Horst von Waldthausen, deutsch-schweizerischer Automobilrennfahrer (* 1907)

### September
- 10. September: Baconin Borzacchini, italienischer Automobilrennfahrer (* 1898)
- 10. September: Giuseppe Campari, italienischer Automobilrennfahrer (* 1892)
- 10. September: Stanisław Czaykowski, polnischer Automobilrennfahrer (* 1899)
- 11. September: Jules Clévenot, französischer Schwimmer und Wasserballspieler (* 1875)
- 21. September: Vilhelm Andersson, schwedischer Schwimmer und Wasserballspieler (* 1891)

### Oktober
- 08. Oktober: Guido d’Ippolito, italienischer Automobilrennfahrer (* 1892)
- 19. Oktober: Oskar Friman, finnischer Ringer (* 1893)
- 29. Oktober: Rudolph Lewis, südafrikanischer Radrennfahrer (* 1887)

### November
- 07. November: Susan Laird, US-amerikanische Schwimmerin (* 1908)
- 07. November: Harold Weber, US-amerikanischer Golfspieler (* 1882)
- 08. November: Henri Smulders, niederländischer Segler (* 1863)
- 12. November: Ernst Brasche, estnischer Segler (* 1873)
- 12. November: John Deere Cady, US-amerikanischer Golfspieler (* 1866)
- 23. November: Émile Sartorius, französischer Fußballspieler und -funktionär (* 1885)

### Dezember
- 14. Dezember: Gardner Williams, US-amerikanischer Schwimmer (* 1877)
- 22. Dezember: Osvald Moberg, schwedischer Turner (* 1888)
- 31. Dezember: Perry Doolittle, kanadischer Arzt, Erfinder, Radrennfahrer und Automobilist (* 1861)